# Anthony Young
Anthony Young (7 de abril de 1900 — agosto de 1970) foi um ciclista olímpico estadunidense. Representou sua nação nos Jogos Olímpicos de Verão de 1920.